# Římskokatolická farnost Trutnov II – Horní Staré Město
Římskokatolická farnost Trutnov II – Horní Staré Město je územním společenstvím římských katolíků v rámci trutnovského vikariátu královéhradecké diecéze.

## O farnosti

### Historie
Kostel v Horním Starém Městě je v jádru raně gotická stavba, prvně doložená již v roce 1313.

### Přehled duchovních správců
- 1923–1941 R.D. Franz Xaver Endt (farář, † 16. března 1944 v nacistickém vězení ve Slezsku)
- 1950–1951 R.D. Josef Blahník (1918 – 23. 11. 1989) (interkalární administrátor)
- 1951–1990 R.D. František John (17. 3. 1921 – 1. 9. 1990) (interkalární administrátor)
- 1990–1992 R.D. Antonín Forbelský (administrátor)
- 1992–1994 R.D. Bohuslav Půlkrábek (1. 9. 1950 – 27. 8. 2009) (administrátor)
- 1994–1999 R.D. Mgr. Ivan Havlíček (administrátor)
- 1999–2002 R.D. Jaroslav Štancl (administrátor)
- 2002–2003 R.D. Jindřich Hibner (administrátor)
- 2003–2007 R.D. Mgr. Jaroslaw Furtan (administrátor)
  - 2003–2005 R.D. ThMgr. Krysztof Bzdyrek (farní vikář)
  - 2005–2021 P. Jan Rybář, SJ (výpomocný duchovní)
- 2007–2014 P. Dariusz Mogielnicki, MSF (administrátor)
  - od r. 2013 R.D. PhDr. Mgr. Jiří Pilz (výpomocný duchovní)
- 2014–2020 P. Theodor Mateusz Pajak, MSF (administrátor)
- 2020–2022 P. Andrzej Deniziak, MSF (administrátor)
- od 1. 8. 2022 R.D. Mgr. Petr Boháč (farář)

### Současnost
Farnost Horní Staré Město má sídelního duchovního správce, který je rovněž administrátorem ex currendo farnosti Janské Lázně. Ve farnosti je zároveň ustanoven další kněz, coby výpomocný duchovní a trvalý jáhen. Farnost Horní Staré Město po roce 2005 afilovala původně samostatné farnosti Javorník a Mladé Buky.
| Kostel              | Místo                       | Bohoslužba             | Bohoslužba             | Poznámka        |
| ------------------- | --------------------------- | ---------------------- | ---------------------- | --------------- |
| Kaple sv. Tekly     | Babí                        | neslouží se pravidelně | neslouží se pravidelně | obecní kaple    |
| Kostel sv. Martina  | Javorník                    | neslouží se pravidelně | neslouží se pravidelně | filiální kostel |
| Kostel sv. Kateřiny | Mladé Buky                  | neděle                 | 11.00                  | filiální kostel |
| Kostel sv. Václava  | Trutnov – Horní Staré Město | neděle středa pátek    | 8.00 17.30             | farní kostel    |